# Baby, el secreto de la leyenda perdida
Baby, el secreto de la leyenda perdida (Baby: Secret of the Lost Legend) es una película de aventuras y fantasía dirigida por Bill L. Norton y estrenada por primera vez el 22 de marzo de 1985. Tiene a William Katt, Sean Young, Patrick McGoohan y Julian Fellowes como actores principales. La historia está basada en rumores acerca de unas criaturas parecidas a los dinosaurios llamadas Mokele-mbembe, las cuales supuestamente existen en África. La película fue producida por Touchstone Pictures, la cual pertenecía a los estudios Walt Disney.

## Resumen
Durante una expedición en África Central, la paleontóloga Susan Matthews-Loomis (Sean Young) y su marido George Loomis (William Katt) intentan encontrar pruebas que demuestren la veracidad de una leyenda local acerca de un monstruo. El monstruo, al cual los nativos locales se refieren como Mokele-mbembe, comparte muchas características con el orden de los saurópodos, un grupo de dinosaurios extintos. Durante la expedición descubren brontosaurios en las profundidades de la jungla y les impresiona el que los animales no los teman. La pareja empieza a observar las criaturas e incluso acaban por encariñarse con ellos, en particular con la curiosa cría de una pareja de brontosaurios, al cual apodan "Baby". Desgraciadamente, el descubrimiento pone a los dinosaurios en peligro, pues los expone tanto a la milicia local como a otro científico, el doctor Eric Kiviat (Patrick McGoohan).
Mientras el doctor Kiviat ve a Baby y sus padres como su billete para la fama y la fortuna, la milicia africana, liderada por el Coronel Nsogbu (Olu Jacobs) ve a los dinosaurios como una amenaza. La milicia intenta matar los dinosauris repetidas veces. Durante uno de dichos intentos, consigue matar uno de los brontosaurios adultos, aunque el otro es capturado. Los Loomis logran huir con Baby, pero se pierden en la jungla mientras son perseguidos por las fuerzas del Coronel Nsogbu. Tras finalmente huir de sus perseguidores, la pareja decide volver y rescartar al padre cautivo. Entre tanto, el doctor Kiviat ha persuadido a Nsogbu para que deje llevárselo a la civilización.
Con la ayuda de una tribu local, que ve a Baby y a sus padres como leyendas, George y Susan logran entrar en el complejo militar y consiguen liberar al padre de Baby. Durante la escapatoria, tanto Kiviat como Nsogbu encuentran la muerte. Poco después, los Loomis se llevan a los dos dinosaurios a una laguna recluida en la jungla y se despiden de Baby mientras éste sigue a su padre solitario en las más profundas partes de la jungla.

## Reparto
| Actor            | Personaje                    |
| ---------------- | ---------------------------- |
| William Katt     | George Loomis                |
| Sean Young       | Doctor Susan Matthews-Loomis |
| Patrick McGoohan | Doctor Eric Kiviat           |
| Julian Fellowes  | Nigel Jenkins                |
| Kyalo Mativo     | Cephu                        |
| Hugh Quarshie    | Kenge Obe                    |
| Olu Jacobs       | Cnel. Nsogbu                 |
| Eddie Tagoe      | Sgt. Gwambe                  |
| Edward Hardwicke | Doctor Pierre Dubois         |

## Recepción
Baby, el secreto de la leyenda perdida ha recibido críticas generalmente negativas; la película tiene una clasificación de 14% en Rotten Tomatoes, basándose en 14 reseñas.